# Erbacher Recht
Das Erbacher Recht war das Partikularrecht der Herrschaft und späteren Grafschaft Erbach.

## Geschichte
In Auseinandersetzung mit dem Römischen Recht kam es in Deutschland am Ende des 15. und im 16. Jahrhundert zu ordnenden Aufzeichnungen des örtlich geltenden Rechts. So auch in der Herrschaft Erbach, in der das am Anfang des 16. Jahrhunderts geschah. Das Ergebnis wurde 1520 fertig gestellt. Das Werk ist aus heutiger Sicht eine Sammlung von Zivil-, öffentlichem und Strafrecht.
1552 wurde erneut eine umfassende Rechtssammlung vorgelegt. Sie baute auf dem Text von 1520 auf. Der Schwerpunkt lag nun aber auf der Gerichtsverfassung und der Prozessordnung. Dabei wird zwischen Landgerichten, Zehntgerichten, Haingerichten und dem Hofgericht unterschieden. Dieser Schwerpunkt auf das Prozessuale hatte aber auch zur Folge, dass die Vorschriften mit dem Wandel der Gerichtsverfassungen in den nächsten Jahrhunderten zunehmend obsolet wurden. Anders hingegen das materielle Recht: Dieses Sonderrecht behielt seine Geltung auch während der Zugehörigkeit der Grafschaft Erbach zum Großherzogtum Hessen im 19. Jahrhundert. Das Gemeine Recht galt nur, soweit die speziellen Regelungen des Erbacher Rechts für einen Sachverhalt keine Bestimmungen enthielten. Allerdings wurde in der gerichtlichen Praxis in der Regel nicht mehr auf die Textfassungen des 16. Jahrhunderts zurückgegriffen, sondern deren Inhalt als Gewohnheitsrecht betrachtet. Das Partikularrecht wurde zum 1. Januar 1900 von dem einheitlich im ganzen Deutschen Reich geltenden Bürgerlichen Gesetzbuch abgelöst.
In der Literatur wird insbesondere darauf hingewiesen, dass im Ehegüterrecht der Grafschaft Erbach die Gütergemeinschaft der Normalfall war.

## Geltungsbereich
Das Erbacher Recht galt in der ganzen Grafschaft Erbach. Über die Grafschaft Erbach hinaus hat sich das Erbacher Recht nur in der benachbarten, kondominal regierten Herrschaft Breuberg verbreitet, an der das Haus Erbach (Linie Erbach-Schönberg) und der Fürst von Löwenstein-Wertheim-Rochefort (später: -Rosenberg) beteiligt waren.

### Textausgaben
- Statuta vnndt Ordnung der Herrschafft Erpach durch die wolgepornen Herrn, Schenck Eberharden, vnd Herrn SchenckVältin, beide Herrn zu Erpach, Gevettern, unsere gnedige Herrn, Anno 1520 uffgericht.
  - Gedruckte Fassung in: Beck und Lauteren, unten, S. 51–71.
- Landes-Ordnung der Graueschaft Erpach. 1552.
  - Gedruckte Fassung in: Beck und Lauteren, unten, S. 73–141.

### Sekundärliteratur
- Ferdinand Karl Heinrich Beck und Christian Lauteren: Das Land-Recht oder die eigenthümlichen bürgerlichen Rechte und Sitten der Grafschaft Erbach und Herrschaft Breuberg im Odenwalde. Heyerlin, Darmstadt 1824.
  - Nachdruck: Olms, Hildesheim 1989.
  - Online-Ausgabe, 2002.
- Arthur Benno Schmidt: Die geschichtlichen Grundlagen des bürgerlichen Rechts im Großherzogtum Hessen. Curt von Münchow, Gießen 1893.